# Универзитет у Консепсиону
Универзитет у Консепсиону (шп. Universidad de Concepción, UdeC) налази се у граду Консепсиону, Чиле. Универзитет Консепсион је основан 14. маја 1919. године.

## Факултети
Универзитет чине, по редоследу оснивања, следећи факултети:
- Филозофски факултет
- Правни факултет
- Медицински факултет
- Природно-математички факултет
- Факултет физичке културе
- Педагошки факултет
- Архитектонски факултет
- Инжењерство факултет
- Хуманистичке и арте факултет
- Стоматолошки факултет
- Фармацеутски факултет
- Природне науке и Океанографски факултет
- Хемија факултет
- Друштвене науке факултет
- Ветерина факултет
- Пољопривреда факултет
- шумски Наука факултет
- Лош Ангелес кампуса